# Freyella microplax
Freyella microplax is een twaalfarmige zeester uit de familie Freyellidae.
De wetenschappelijke naam van de soort werd, als Freyellidea microplax, in 1917 gepubliceerd door Walter Kenrick Fisher. De beschrijving was gebaseerd op één exemplaar dat was opgedregd van een diepte van 1588 vadem (2904 meter) op bemonsteringsstation 3342 van onderzoeksschip Albatross, voor de kust van Brits Columbia.